# Chicago (pièce de théâtre)
 (novembre 2019).
Si vous disposez d'ouvrages ou d'articles de référence ou si vous connaissez des sites web de qualité traitant du thème abordé ici, merci de compléter l'article en donnant les références utiles à sa vérifiabilité et en les liant à la section « Notes et références ».
Pour les articles homonymes, voir Chicago et Chicago (homonymie).

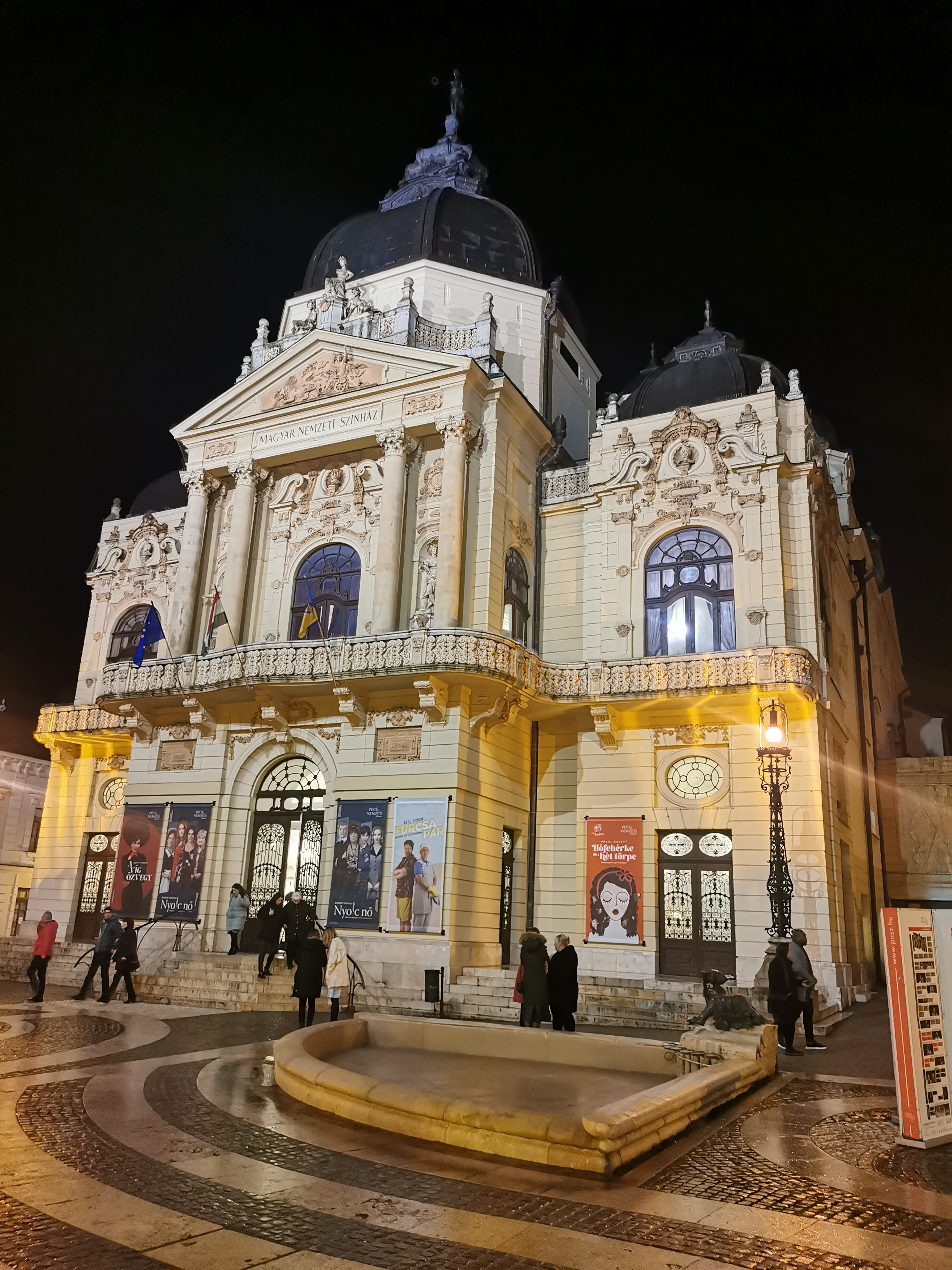
Chicago, le 18 janvier 2024.

Chicago est une pièce de théâtre de Maurine Dallas Watkins créée en 1926. Elle est inspirée d'un fait divers survenu en 1924 à Chicago alors que la prohibition sévit depuis 1919 et que le jazz fait bon commerce. Quand les meurtrières Beulah Annan et Belva Gaertner sont prêtes à tout, l'une pour éviter la peine capitale (Belva Gaertner), l'autre pour éviter la peine capitale et devenir célèbre (Beulah Annan), elles vont enchaîner coup bas sur coup bas, aidées par un célèbre et brillant avocat, Albert Annan, pour parvenir à leurs fins.